# Ak Shirak
Ak Shirak (Montanhas do pé branco) é um conjunto de picos montanhosos muito pouco explorados (vários ainda por escalar) da cordilheria de Tian Shan, no Quirguistão. Foram explorados pela primeira vez em 1857.
São vários os picos com aproximadamente 5 000 metros de altitude e mais de 170 os glaciares ali identificados..
A escassa fauna local inclui o ibex asiático e o leopardo-das-neves.